# Sonnolenza
La sonnolenza è uno stato di torpore psicofisico caratterizzato dal bisogno e dal desiderio di dormire, con conseguente riduzione del livello di coscienza e difficoltà a mantenere lo stato di veglia.

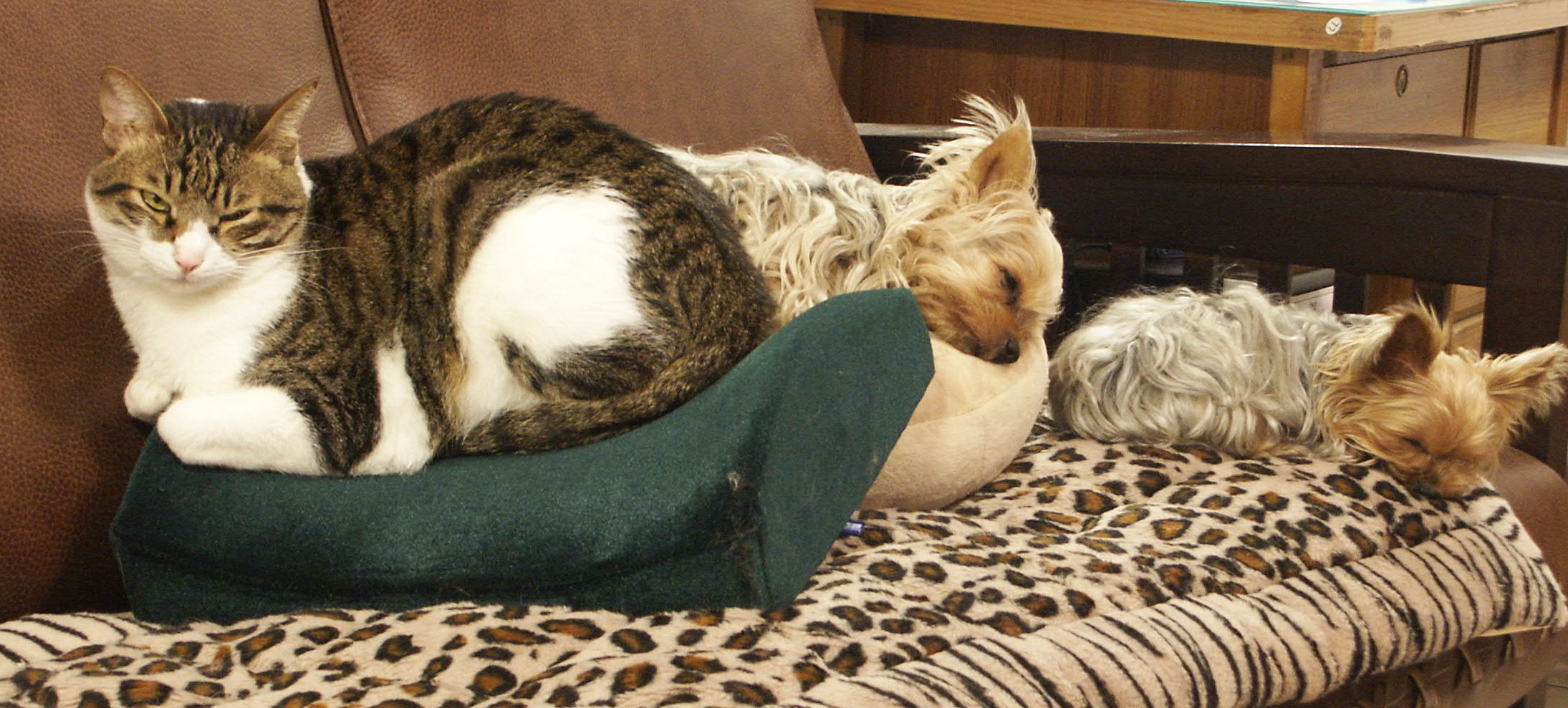
Animali in stato di sonnolenza.

## Eziologia
Le cause della sonnolenza possono essere di tipo fisiologico o patologico. Fisiologico è il bisogno di dormire determinato da un eccessivo dispendio di energie psicofisiche durante la giornata, oppure quello che si presenta durante la fase di transizione dalla veglia al sonno.
Più spesso la sonnolenza è determinata da stili di vita irregolari (riposo non adeguato, pasti eccessivamente pesanti, abuso di sostanze alcooliche, di sostanze stupefacenti o di farmaci che agiscono sul sistema nervoso centrale).
Quando la sonnolenza si presenta in modo severo e cronico, vale a dire che è presente tutti i giorni, ogni ora della giornata, allora si parla di eccessiva sonnolenza diurna (ESD). Cause patologiche di ESD possono essere di tipo endocrino, infettivo, metabolico, neurologico, psichiatrico, quali ad esempio:
- ipersonnia
- ipotiroidismo
- diabete mellito
- demenza senile
- anemie
- meningiti ed encefaliti
- mononucleosi infettiva
- sclerosi multipla
- insufficienza respiratoria
- insufficienza renale
- epatopatie
- tumori dell'encefalo
- sindrome depressiva

## Diagnosi
Una volta escluso che la sonnolenza possa originare da cattive abitudini di vita, si può sottoporre il paziente a uno studio neurofisiologico del sonno (polisonnografia), che si esegue applicando degli elettrodi e monitorando le fasi del sonno e della veglia nel corso delle 24 ore.

## Sintomatologia
La sonnolenza si manifesta con deficit di attenzione, irritabilità, sensazione di pesantezza delle palpebre, sbadigli, sfregamento degli occhi.

## Terapie
Nei casi in cui la sonnolenza deriva da stili di vita inadeguati, è necessario correggere le abitudini sbagliate, come ad esempio: 
- evitare i pasti eccessivi (durante una digestione laboriosa il sangue viene richiamato verso l'apparato digerente con conseguente sonnolenza post-prandiale per sottrazione di ossigeno a livello cerebrale) e l'eccesso di alcoolici;
- dedicare al riposo un numero regolare e costante di ore (spesso la sonnolenza diurna è conseguente alla riduzione della quantità o della qualità del sonno notturno);
- svolgere regolare attività fisica ed evitare la sedentarietà;
- fare particolare attenzione all'utilizzo di farmaci che agiscono sulla vigilanza, quali benzodiazepine, antistaminici o sedativi della tosse, evitando tassativamente la simultanea assunzione di bevande alcooliche.

Nel caso la sonnolenza sia secondaria a malattie sistemiche, è necessario intervenire sulla patologia di fondo per risolvere il problema.
L'utilizzo di stimolanti (modafinil, metilfenidato) è limitato a casi ben inquadrati dal punto di vista medico.
Per la cura in caso di privazione del sonno si utilizzano, al contrario, sonniferi ed antidepressivi.